# Gdańsk (district)
Gdański (powiat gdański) is een district (powiat) in de Poolse woiwodschap Pommeren. Het district heeft een oppervlakte van 793,17 km² en telt 107.382 inwoners (2014).

## Gemeenten
Het district Gdańsk omvat acht gemeenten:
Stadsgemeente:
- Pruszcz Gdański (Praust)

Landgemeenten:
- Cedry Wielkie (Groß Zünder)
- Kolbudy (Ober Kahlbude)
- Pruszcz Gdański (Praust-Land)
- Przywidz (Mariensee)
- Pszczółki (Hohenstein)
- Suchy Dąb (Zugdam)
- Trąbki Wielkie (Groß-Trampken)

Stadsdistricten:
Gdańsk · Gdynia · Słupsk · Sopot

Districten:
Bytów · Chojnice · Człuchów · Gdańsk · Kartuzy · Kościerzyna · Kwidzyn · Lębork · Malbork · Nowy Dwór Gdański · Puck · Słupsk · Starogard · Sztum · Tczew · Wejherowo

Grootste steden:
Chojnice · Gdańsk · Gdynia · Kwidzyn · Lębork · Malbork · Rumia · Słupsk · Sopot · Starogard Gdański · Tczew · Wejherowo